# Han Mei
Han Mei (en chino: 韩梅; Hohhot, 27 de enero de 1998) es una deportista china que compite en patinaje de velocidad sobre hielo.
Ganó tres medallas en el Campeonato Mundial de Patinaje de Velocidad sobre Hielo en Distancia Individual, en los años 2024 y 2025.
Participó en dos Juegos Olímpicos de Invierno, ocupando el quinto lugar en Pyeongchang 2018 y el quinto en Pekín 2022, en la prueba de persecución por equipos.

## Palmarés internacional
| Campeonato Mundial en Distancia Individual | Campeonato Mundial en Distancia Individual | Campeonato Mundial en Distancia Individual | Campeonato Mundial en Distancia Individual |
| Año                                        | Lugar                                      | Medalla                                    | Prueba                                     |
| ------------------------------------------ | ------------------------------------------ | ------------------------------------------ | ------------------------------------------ |
| 2024                                       | Calgary (Canadá)                           | Medalla de plata                           | 1000 m                                     |
| 2024                                       | Calgary (Canadá)                           | Medalla de plata                           | 1500 m                                     |
| 2025                                       | Hamar (Noruega)                            | Medalla de bronce                          | 1500 m                                     |